# Герцог Кларенс
Герцог Кларенс (англ. Duke of Clarence) — дворянский титул, несколько раз создававшийся в системе пэрства Англии для младших членов английской королевской семьи. Позже создавались титулы «герцог Кларенс и Сент-Эндрюс» в пэрстве Великобритании, а также «герцог Кларенс и Эвондейл» «граф Кларенс» в пэрстве Соединённого королевства, которые присваивались членам британской королевской семьи. 

## История титула

Герб Лайонела Антверпа, герцога Кларенса

Впервые титул герцога Кларенса был пожалован 13 ноября 1362 году Лайонелу Антверпу, графу Ольстеру, третьему сыну английского короля Эдуарда III. Название титула произошло от города, замка и онора Клер в Саффолке, которыми он владел в качестве приданого жены, Элизабет де Бург, 4-я графини Ольстер. После ранней смерти Лайонела, оставившего только дочь, титул вернулся короне.

Герб Томаса Ланкастера, герцога Кларенса

9 июля 1412 году король Генрих IV пожаловал своему второму сыну Томасу Ланкастерскому титулы герцога Кларенса и графа Албермарла. Он погиб в 1421 году, также не оставив законнорождённых сыновей, поэтому титул вновь вернулся к короне.

Герб Джорджа Плантагенета, герцога Кларенса

Следующее пожалование относится к 28 июня 1461 года, когда завоевавший английскую корону Эдуард IV пожаловал титул своему младшему брату Джорджу Плантагенету. В 1472 году он получил также титулы графа Уорика и Солсбери, ранее принадлежавшие отцу его жены. В 1478 году Джорджа признали виновным в государственной измене против брата и казнили, а титул герцога был конфискован. Его сыну было разрешено унаследовать только титул графа Уорика.
Позже создавались титулы «герцог Кларенс и Сент-Эндрюс» в пэрстве Великобритании, а также «герцог Кларенс и Эвондейл» и «граф Кларенс» в пэрстве Соединённого королевства.

## Герцоги Кларенс

### Первая креация (1362)
- 1362—1368: Лайонел Антверп (29 ноября 1338 — 7 октября 1368), граф Ольстер с 1347 года (по праву жены), герцог Кларенс с 1362 года, хранитель Англии в 1345—1346 годах, королевский лейтенант Ирландии в 1361—1366 годах, третий сын короля Англии Эдуарда III Плантагенета и Филиппы Геннегау[1].

### Вторая креация (1412)
- 1412—1421: Томас Ланкастер (29 сентября 1387 — 22 марта 1421), герцог Кларенс и граф Албемарл с 1412 года, второй сын короля Англии Генриха IV и Марии де Богун[2].

### Третья креация (1461)
- 1461—1478: Джордж Плантагенет (21 октября 1449 — 18 февраля 1478), герцог Кларенс с 1461 года, 1-й граф Уорик и 1-й Солсбери с 1472 года, шестой сын Ричарда Плантагенета, герцога Йоркского, и Сесилии Невилл, брат королей Эдуарда IV и Ричарда III[3].